# Гавриловка (Мордовия)
 Гаври́ловка  — деревня в Старошайговском районе Мордовии в составе  Новофёдоровского сельского поселения.

## География
Находится на расстоянии примерно 18 километров по прямой на север-северо-запад от районного центра села Старое Шайгово.

## История
Известна с 1763 года, в 1863 году учтена как владельческая деревня Лукояновского уезда из 25 дворов. Название от имени бывшего владельца деревни Гавриила Фиткова.

## Население
Постоянное население составляло 113 человек (русские 91%) в 2002 году, 64 в 2010 году .